# Malbar
Los malbares o malbars son un grupo étnico de origen tamil (sur de la India) que habita en La Reunión, una isla francesa en el suroeste del océano Índico. Los malbares constituyen el 25% de la población de Reunión y se estiman en 180.000.
Hubo personas de origen indio en la isla desde el siglo XVII, y la mayoría eran de Puducherry. Sin embargo la mayoría fueron traídos como trabajadores por contrato en la segunda mitad del siglo XIX y eran en su mayoría tamiles. Desde entonces, los malbares han desarrollado algunos patrones de comportamiento que no son los de sus antepasados de Tamil Nadu ni los de los demás habitantes de Reunión.

## Etimología
«Malbar» deriva de «Malabar», un término que fue utilizado a menudo por los franceses y otros occidentales para referirse a todos los indios del sur: tamiles, keralitas, telugus y kanadigas. Este término hace referencia actualmente a la región de Malabar, en el estado de Kerala, India. Este término, aplicado por los franceses a los trabajadores tamiles que vienen a Reunión, ha sido mantenido por éstos y otros en la isla para denominar su propia identidad.

## Historia
Los trabajadores indios llegaron a Reunión desde el sur de la India, principalmente desde asentamientos franceses en Tamil Nadu, Puducherry y Karaikal. La mayoría de estos inmigrantes eran ritualmente bajos en el sistema de castas. Las duras condiciones de vida en su lugar natal fueron el motivo principal de su partida a La Reunion. La inmigración de trabajadores por contrato desde el sur de la India comenzó en 1827, pero fue solo después de 1848 que comenzó a darse a gran escala.

### Aculturación
El gobierno francés en Reunión obligó a los primeros malbares a convertirse al cristianismo. Sin embargo, muchos malbares lo hicieron sólo nominalmente, luego en la práctica seguían siendo hindúes. El idioma tamil se perdió mediante sustitución lingüística.

## Templos malbares

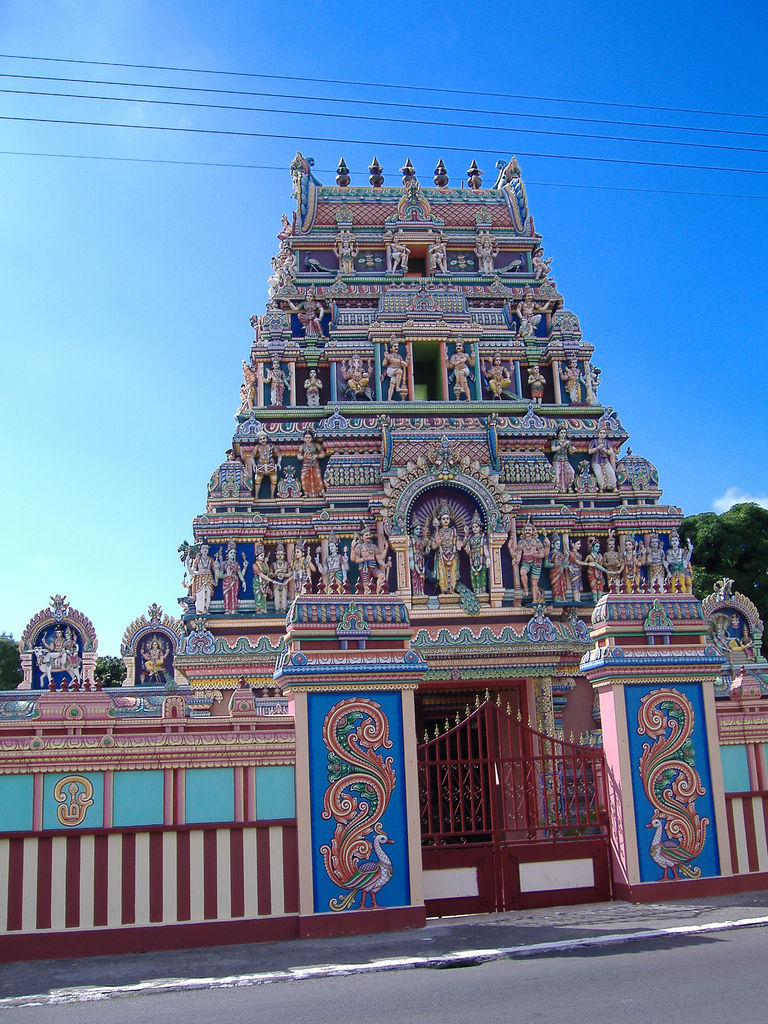
Un templo tamil en Reunión.

- Chinmaya Templo de misión, Quartier Francais, Sainte-Suzanne
- Siva Soupramanien Templo, Santo-Paul
- Siva-Vishnou-Karli templo, Santo-Paul
- Siva Soupramanien Templo, Petit-Bazar encima Avenida Ile-de-Francia, Santo-Andre
- Sri Bala Subramanya Templo, Santo Paul
- Thiru Kalimata Templo, Sainte-Marie

## Desarrollos recientes
Recientemente, ha crecido el interés entre los malbares por aprender la cultura de sus antepasados, y comenzar a estudiar su idioma y religión propias. Particularmente los de las clases altas y medias, han comenzado a volverse completamente hindúes y abandonar el cristianismo.
También desearon traducir sus derechos cívicos y políticos recién adquiridos en una participación gradual y creciente en las elecciones locales y de otros tipos. Se organizó una protesta para apoyar a los tamiles de Sri Lanka (minoría de Sri Lanka marginada y repudiada por el gobierno srilanqués cingalés) por la organización reunionense Tamil Sangam para protestar contra el genocidio de tamiles de Sri Lanka.

## Genética
Un estudio genético ha demostrado que la mayoría de los orígenes de los malbares se encuentran en el sureste de la India. Una proporción significativamente mayor proviene de Andhra Pradesh y Tamil Nadu. El estudio también mostró que el 15-20% de los malbares provienen de otros lugares que no son la India. Menos del 1% proviene de Europa.